# بوریو، ان
بوریو (به فرانسوی: Beaurieux) یک کمون در فرانسه است که در ان (ا-دو-فرانس) واقع شده‌است.

## خصوصیات
بوریو یا بُریو ۹٫۶۹ کیلومترمربع مساحت و ۷۷۶ نفر جمعیت دارد و ۱۶۵ متر بالاتر از سطح دریا واقع شده‌است.